# Regina do Santos
Regina do Santos (Rio de Janeiro, 1950) és una cantant, ballarina, vedet i presentadora de televisió hispano-brasilera.

## Biografia
Nascuda al barri carioca de Botafogo, va iniciar-se aviat en el món de la televisió, apareixent en el programa infantil A Festa do Bolinha de TV Rio als 12 anys. Amb 16 anys, integra el grup musical The Black Sisters, que edita un àlbum i fa gires per l'Amèrica del Sud. Més endavant va participar en diversos musicals, com Hair o Pippin, i tornaria a les pantalles, tant al Brasil com a l'Argentina.
L'any 1985 aterra a Barcelona per formar part dels espectacles d'El Molino. S'obre camí també en la televisió, apareixent en programes de gran audiència com Àngel Casas Show o Filiprim. Aviat publica el seu primer treball musical al país, Paradise Tropical, al que seguirien una desena de discos on versionava hits brasilers. Als anys noranta, quan van néixer les primeres cadenes privades a Espanya, va convertir-se en un personatge que hi apareixia amb freqüència. També va tenir petits papers en sèries de televisió, com ara a Farmacia de guardia, d'Antena 3.
L'any 2011, va participar del reality Acorralados, a Telecinco. Va ser-ne la primera expulsada, però després de guanyar la repesca, va finalitzar el concurs en 4a posició.
En una entrevista, va citar Carmen Miranda com la seva gran referència en el món artístic.